# 伊藤明日香
伊藤 明日香（いとう あすか、1982年3月16日 - ）は、将棋の女流棋士。2009年、引退。東京都渋谷区出身。伊藤果八段門下。日本将棋連盟所属。女流棋士番号は18（かつての番号は旧36）。

## 人物
- 師匠の伊藤果は実父であり、将棋界初の父娘でのプロとなったが、7歳の時に将棋を教えてくれたのは父親ではなく母親であった。
- その父であり師匠である伊藤果が出演するビデオ「将棋中級講座」では、アシスタントとして出演した。
- 2005年に女流王将戦本戦入りを果たし、苦節10年にして女流1級に昇級した。これは長らく女流棋士の初昇級所要年数最長記録であった（現在の記録は坂東香菜子の12年6ヶ月[注釈 1]）。
- 女流棋士会の役員を度々務めている（2005年6月 - 2007年5月、2008年5月 - 2009年3月、2015年6月 - ）。
- 裏方の仕事も多数こなしており、サテライトカルチャー・ジャパン主催の銀河戦では記録係を務めた（第13期及び第15期では決勝を担当）。
- 2009年3月31日付けで、女流棋士総則の降級点規定により、女流棋士を引退した。この規定は成績不振が続く女流棋士を強制的に引退させるもので、伊藤は神田真由美と共に、同規定による初めての引退者となった。
- 引退後は、将棋連盟の裏方に回って将棋の普及に努めている。
- 通算成績は22勝99敗。

## 昇段履歴
- 1993年04月00日 - 女流育成会入会
- 1995年04月00日 - 女流2級
- 2005年04月00日 - 女流1級（女流王将戦本戦入り）
- 2009年03月31日 - 引退（女流棋士の降級点規定による）
- 2009年04月00日 - 女流初段（引退女流棋士の昇段規定による）